# Рорыа

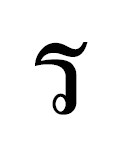

Рорыа (тайск. เรือ, рыа — «корабль») — 35-я буква тайского алфавита и алфавита пали. В пали просто согласный «Р», в тайском в инициали слога - «Р», в финали - «Н». В близкородственном лаосском алфавите буква «Р» отсутствует. В траянге относится к одиночным буквам нижнего класса (аксонтамдиау).
В тайской компьютерной клавиатуре рорыа соответствует русской клавише «Ш» / английской «Ι». В современных декоративных упрощённых шрифтах часто пишется как латинская «S».

## Правила чтения
- Если перед рорыа в инициали пишется буква хохип ห, то хохип не читается.

Чтение рорыа в инициали тайского слога:
| Кро | Кхро | Кхро | Тьо | Тро | Со | Про | Пхро | Пхро | Со | Со |
| กร  | ขร   | คร   | จร  | ตร  | ทร | ปร  | พร   | ภร   | ศร | สร |

Пример: รัสเซีย  — Россия ( Ратсиа ).
- В финали слога рорыа читается как «Н» (мекон).

Тонирование рорыа:
| Сиенг саман | Сиенг эк | Сиенг тхо | Сиенг три | Сиенг тьаттава |
| รอ          | หร่อ      | ร่อ        | ร้อ        | หรอ            |

Слова начинающиеся на рорыа 2-го и 5-го тона обозначаются с помощью нечитаемой предписной буквы хонам, поэтому в словаре располагаются в разделе буквы хохип.

## Рохан
Стечение двух букв рорыа (диграф) รร называется рохан ( ร หัน ) и читается как «ан» в открытом слоге, и как краткий «а» в закрытом. Пример: ваннаюк - วรรณยุกต์.

## Ваййакон (грамматика)
- Соединительный союз ры — หรือ (сакоткам — хо-ро-ы-ры)